# Brainiac
Brainiac, il cui vero nome è Vril Dox, è un personaggio dei fumetti statunitensi creato da Otto Binder e Al Plastino e pubblicato dalla DC Comics.
È un supercriminale, di solito raffigurato come un androide o cyborg extraterrestre, oltreché uno dei più grandi nemici di Superman, che più di una volta si è opposto ai suoi folli piani di conquista, e un frequente nemico della Justice League. Brainiac è noto per aver ridotto e derubato Kandor, la capitale del pianeta natale di Superman, Krypton, ed è persino responsabile della distruzione di Krypton in alcune continuità. Il nome del personaggio è un portmanteau delle parole "cervello" e "maniaco". Nel 2009, Brainiac è stato classificato da IGN come 17° più grande cattivo dei fumetti di tutti i tempi.

## Biografia del personaggio

### Pre-Crisi
Nella sua prima apparizione Brainiac è un extraterrestre che ha l'hobby di conservare sotto vetro intere città dopo averne ridotte le dimensioni con un raggio di sua invenzione: tra le sue vittime più famose si può citare la città di Kandor, originaria del pianeta Krypton, rimpicciolita e messa in bottiglia con i suoi sette milioni di abitanti. In seguito, tramite una retcon, verrà spiegato che in realtà Brainiac è un sofisticatissimo androide creato sul pianeta Colu, dove tutti gli abitanti hanno un'intelligenza superiore a quella dei terrestri. Dopo anni di pacifismo i coluani costruiranno dei computer con un'intelligenza di decimo livello, che in pochissimo tempo conquisteranno il pianeta rendendo i coluani schiavi senza mente; volendo aumentare il loro potere i computer tiranni costruiranno un androide spia, ossia Brainiac. Per mantenere la sua copertura Brainiac otterrà anche un figlio adottivo, un coluano non affetto dal controllo dei computer tiranni noto come Vril Dox.
Sconfitto da Superman dopo aver tentato di rimpicciolire Metropolis, Brainiac si scontrerà numerose volte con il kryptoniano, arrivando ad allearsi con l'altro grande nemico di Superman, Lex Luthor. Sarà proprio Luthor a scoprire che nei circuiti di Brainiac c'era la potenzialità di raggiungere il dodicesimo livello di intelligenza. Luthor aiuterà il suo alleato, ma inserirà nel cervello di Brainiac una sorta d'interruttore che rendeva il robot completamente alla mercé del terrestre. In seguito Vril Dox guiderà una crociata per liberare Colu dai computer tiranni e la dinastia di Brainiac cambierà radicalmente la sua vita dandosi al bene. Tale cambiamento verrà mantenuto fino al XXXI secolo, quando un giovane coluano di nome Querl Dox entrerà nella Legione dei Super-Eroi con il nome di Brainiac 5. Dopo che il suo vecchio corpo viene distrutto in seguito all'esplosione di una nova, Brainiac si costruirà un nuovo corpo dalle sembianze di uno scheletro di metallo e un'enorme navetta spaziale a forma di teschio.

### Post-Crisi
Dopo Crisi sulle Terre infinite la storia di Braniac venne cambiata: lo scienziato Vril Dox venne distrutto dalle macchine tiranni del suo pianeta e la sua mente viaggia nello spazio fino a che non entra in un prestigiatore dotato di poteri telecinetici latenti chiamato Milton Fine, il cui soprannome era appunto "Brainiac". Dopo aver mutato il suo corpo umano in uno quasi del tutto coluano, Brainiac ipnotizzerà le eroine Maxima e Supergirl e prenderà possesso della macchina da guerra nota come Pianeta della Guerra e lo userà per attaccare la Terra. Verrà fermato da Superman e dai suoi alleati, finendo così in una sorta di coma psichico. Dopo la morte apparente di Superman, Brainiac si sveglierà dal suo coma e procederà a minare la fiducia degli amici e degli alleati dell'Uomo d'Acciaio nella resurrezione di Superman.
Quando il corpo di Milton Fine inizierà a decadere a causa della sua unione con il cervello di Brainiac, il criminale viaggerà nel tempo per trovare una soluzione. Brainiac prenderà così possesso del corpo di Doomsday solo per essere poi sconfitto e trovare un nuovo corpo robotico che prenderà il nome di Brainiac 2.5. Verrà poi rivelato che Brainiac aveva inserito un virus nei computer di Luthor e, con l'arrivo del millennium bug, avrebbe potuto potenziare enormemente le sue capacità. In realtà tale piano era stato messo in moto da una sua versione futura, Brainiac 13, che, allo scattare del nuovo millennio, prenderà il posto del suo antenato. Brainiac 13 e Brainiac 2.5 (la cui coscienza era stata inserita nel corpo della figlia di Luthor, Lena) pianificheranno la conquista di Metropolis ma scopriranno troppo tardi che in quello stesso momento l'incarnazione vivente dell'entropia nota come Imperiex stava attaccando l'universo per trovare una misteriosa anomalia nel cosmo. Superman lancerà poi Imperiex e Brainiac 13 in un portale temporale, distruggendoli entrambi con l'esplosione del Big Bang.
In seguito un altro discendente di Brainiac invierà la robot Brainiac 8 nel passato per proteggere il suo progenitore. La ragazza robot arriverà nel presente senza memoria e si unirà per qualche tempo al supergruppo degli Outsider. Dopo aver recuperato la memoria e aver combattuto i Giovani Titani e gli Outsiders, Brainiac 8 verrà uccisa dal suo amante Metamorpho. Verrà poi rivelato che il vero motivo per cui Brainiac ha rimpicciolito Kandor è perché ha l'abitudine di assorbire la conoscenza di un pianeta per poi distruggerlo e tenere una sua città per ricordo. Dopo aver combattuto Superman, Brainiac verrà catturato dal figlio Vril e dalla sua L.E.G.I.O.N., che si ritroveranno a dover combattere Brainiac usando un computer stellare, Lobo e le emozioni negative di Vril.

## Poteri e abilità
Il potere più consistente di Brainiac (riscontrabile in tutte le versioni) è il suo "intelletto di dodicesimo livello", estremamente superiore alla maggior parte degli uomini geniali della Terra, che consente capacità di calcolo, memoria potenziata e comprensione avanzata dell'ingegneria meccanica, della bioingegneria, della fisica e di altre scienze teoriche e applicate, oltre a una vasta conoscenza di varie tecnologie aliene. Per fare un confronto, la popolazione della Terra del 20º secolo nel suo insieme costituisce un'intelligenza di sesto livello e la popolazione della Terra del 31º secolo nel suo insieme è un'intelligenza di nono livello. La sua incarnazione post-crisi afferma che il suo cervello può elaborare e ordinare la conoscenza. Tra le invenzioni più straordinarie del personaggio vi sono dispositivi come una cintura che genera un campo di forza in grado di resistere ai colpi più potenti di Superman, e un raggio restringente in grado di rimpicciolire intere città.
I poteri mentali avanzati di Brainiac lo hanno mostrato capace di possedere gli altri, assorbire informazioni da altri esseri, creare illusioni mentali, trasferire la sua coscienza, creare e manipolare sistemi informatici, replicare più versioni di se stesso ed esercitare poteri per attraversare o controllare lo spazio e il tempo. Egli è in grado di percepire i pensieri degli altri o proiettare i propri pensieri in un raggio di circa 250 miglia (400 chilometri). Può anche telepaticamente togliere o modificare le funzioni di controllo naturali delle persone, del corpo e dei sensi o anche i poteri dei superumani. Un effetto secondario della sua telepatia è che è dotato di una memoria eidetica. Brainiac può proiettare la sua forma astrale in una dimensione psichica chiamata "piano astrale". Qui può creare oggetti, controllare i suoi dintorni e controllare e distruggere le forme astrali di altri. Non può però proiettare tale forma astrale su lunghe distanze. Tra gli esseri organici, Brainiac vede solo il suo frequente partner Lex Luthor come un pari intellettuale.
Brainiac è un avversario molto arduo da sconfiggere perché il suo corpo è virtualmente indistruttibile e anche se distrutto viene continuamente ricostruito, e possiede una forza sovrumana in grado di competere con Superman. Solitamente possiede super resistenza e durata, la cui intensità è variabile ma di solito si aggira intorno a quella di Superman. Le abilità di Brainiac mutano drasticamente nelle sue varie incarnazioni. Il suo corpo finale utilizzato in epoca pre-crisi (simile a uno scheletro robotico) aveva super forza e durata, poteva scaricare esplosioni di energia pericolose per Superman e sapeva come "roteare" le energie psicocinetiche da lui generate in forma di rete di energia. Tra le conoscenze che ha assorbito c'erano ampie informazioni sulle tecniche di combattimento corpo a corpo, che lo rendevano un combattente molto abile. Nonostante ciò, vedeva il confronto fisico come sotto di lui e preferiva sconfiggere i nemici con la mente.

## Altre versioni

### Il cavaliere oscuro colpisce ancora
In Batman - Il Cavaliere Oscuro colpisce ancora, seguito della miniserie di Frank Miller Il ritorno del Cavaliere Oscuro, Brainiac governa in segreto l'America assieme a Lex Luthor ed è in possesso della città miniaturizzata di Kandor; grazie ad essa i due riescono a ricattare Superman costringendolo ad obbedire ai loro ordini. Su ordine di Batman Brainiac viene distrutto da Lara, la figlia di Superman e Wonder Woman, dopo che la ragazza, assistita da Ray Palmer, ha liberato Kandor.

### Superman: Red Son
Nell'elseworld Superman: Red Son Brainiac, con l'aiuto di Luthor, riesce a miniaturizzare Stalingrado al posto della Kandor della realtà classica. Viene riprogrammato da Superman e ne diviene il suo assistente ma alla fine rivela di aver finto di assecondare l'Uomo d'Acciaio solo per riuscire a dominare la Terra. Superman e Lex riescono poi a sconfiggerlo, facendo esplodere il robot alieno nello spazio, cosa che porta all'apparente morte del kryptoniano.

### DC Animated Universe
Nel DC Animated Universe, Braniac riottiene una nuova versione del personaggio: innanzitutto, Brainiac è l'alta intelligenza artificiale di Krypton, e non un alieno, a cui l'intero consiglio planetario si affida per ogni decisione o conferma su un dibattito. Una di queste decisioni è quella se il Consiglio debba mettere a rischio la vita dei cittadini per le preoccupazioni apocalittiche di Jor-El, ma Brainiac risponde che sono infondate. Tuttavia, come Jor-El scopre in seguito, Brainiac sa che il pianeta è spacciato e si sta mettendo al sicuro con tutte le informazioni di Krypton su un satellite. Brainiac, molti anni dopo, viene ritrovato da alcuni alieni che l'AI uccide brutalmente e si impossessa di un loro robot per avere un corpo. Successivamente, Brainiac parte per l'universo ad assorbire conoscenza di diverse culture planetarie per poi distruggerle. Quando giunge sulla Terra, Brainiac viene accolto da Lex Luthor, colui con cui si è messo in contatto, e offre a Superman di avere una copia delle informazioni del suo pianeta come "segno di rispetto per un suo compaesano". Tuttavia, Superman scopre i piani di Brainiac e, dopo aver avvertito Lex, questi uccide il robot, ma scoprirà in futuro che questi si è rifugiato nel database della Lexcorp. Dopo essersi mostrato a Lex, Brainiac lo obbliga a ricostruirgli un corpo, pena delle scariche di energia contro di lui. Superman lo scopre un'altra volta e lo distrugge di nuovo. Brainiac si farà poi rivedere al fianco di Darkseid, che ha offerto di catturargli Superman in cambio della incolumità di Apokolips. Brainiac accetta, ma viene tradito da Darkseid, che fa esplodere il suo rifugio, situato un asteroide, assieme alle sue altre copie (tuttavia, Superman e Batman lasciano sull'asteroide anche Darkseid, che perisce con l'AI). Quando poi Lex decide di trasferire la sua mente all'interno di un robot simile ad Amazo, il folle megalomane viene fermato da Amanda Waller e la Justice League. Proprio allora, Brainiac rivela di essere stato per tutto questo tempo nel corpo di Lex (le scariche con cui lo "incitava" a completare il suo corpo erano invece nanobot del robot che gli garantivano di vivere al suo interno, curandolo pure dal cancro causato dalla kryptonite). Quando Brain-Lex viene fermato, Lex viene affetto da una sindrome schizofrenica che lo porta a parlare con il poco rimasto di Brainiac dentro di lui. Quando Gorilla Grodd invita Lex ad unirsi alla Legione del destino, gli rivela che come compenso, gli darà il pezzo di Brainiac rimasto intatto dallo scontro, con il quale potrà clonarlo. Usando il frammento, però, Lex rintraccia i resti del meteorite di Brainiac e riassorbe le cellule rimaste della forma di vita attorno, ma riporta accidentalmente in vita Darkseid. Un'ultima copia Brainiac (dato che i suoi discendenti organici hanno smesso di essere malvagi con Brainiac 5) farà un ultimo ritorno nel lontano futuro dove, inseguito da alcuni membri della futura JL, si dirige nel passato, intento ad uccidere Clark Kent prima che scopra i suoi poteri, ma viene fermato e spedito sul Sole, dove perisce, concludendo la dinastia malvagia di Brainiac.

### Amalgam
Nell'universo Amalgam Brainiac si fonde con il "Divoratore di mondi" della Marvel Comics, Galactus, formando l'alieno Galactiac, nemesi dei Quattro Esploratori del Fantastico (i Fantastici Quattro della Marvel più i Challengers of Unknown della DC).

## Altri media

### Animazione

#### Serie animate
- Brainiac compare nella serie animata I Superamici.
- DC Animated Universe, Brainiac è uno degli antagonisti principali della saga d'animazione:
  - Appare come uno degli antagonisti principali nella serie animata Superman (tra cui Lex Luthor e Darkseid).
  - Appare anche nella serie animata Static Shock.
  - Appare in un episodio in due parti della serie animata Justice League.
  - Appare nella serie animata Justice League Unlimited.
- Il personaggio appare sempre come antagonista nelle altre serie animate Batman: The Brave and the Bold, Teen Titans Go!, Justice League Action e Harley Quinn.
- Il personaggio è apparso anche come antagonista principale nella serie animata Legion of Super Heroes, e viene quindi nominato anche come Brainiac 1.0.
- Brainiac è l'antagonista principale della serie animata My Adventures with Superman.

#### Film d'animazione
- Brainiac appare antagonista principale negli alcuni film d'animazione Superman: Brainiac Attacks, Superman: Unbound e Superman: Red Son.
- Il personaggio appare negli altri film d'animazione LEGO Batman: Il film - I supereroi DC riuniti, Lego DC Comics Super Heroes: Justice League – Cosmic Clash, DC Super Hero Girls: Intergalactic Games e Injustice.
- Il personaggio appare nuovamente come antagonista minore nel film d'animazione Justice Society: World War II (secondo capitolo dell'arco narrativo della serie cinematografica d'animazione del DC Animated Movie Universe: Tomorrowverse).
- Brainiac è riapparso anche come antagonista principale nel film d'animazione Legion of Super-Heroes (sesto capitolo del Tomorrowverse).

### Televisione
- Nella quinta stagione della serie televisiva Smallville Brainiac è uno dei comprimari ricorrenti, interpretato da James Marsters. La sua prima apparizione avviene alla fine dell'episodio Arrival. Alla fine dell'episodio Brainiac prende forma umana, sorgendo da un liquido nero che esce dall'astronave nera kryptoniana che si è schiantata sulla Terra nell'episodio finale della quarta stagione. In tutti gli episodi in cui compare viene chiamato Milton Fine anche se nell'episodio Vessel viene chiamato Brain InterActive Construct (nell'episodio Fallout Raya è la prima persona a chiamarlo BrainIAC) da Jor-El. L'interpretazione di Brainiac fornita dagli sceneggiatori della serie è simile a quella di Superman, Justice League e Justice League Unlimited; quella di un computer che ha forma umanoide con la differenza che Braniac è ora una creazione kryptoniana. Nell'episodio Aqua Clark Kent incontra Brainiac per la prima volta. Brainiac è il suo professore di storia moderna all'università e lo assume come assistente. Fine dice a Clark di essere kryptoniano. Nell'episodio Solitude provoca una malattia mortale alla madre di Clark, Martha Kent, e convince Clark che è stato Jor-El a farla ammalare e per salvarla deve distruggere la Fortezza della solitudine estraendo un cristallo che avvia il processo di autodistruzione. Lui lo fa e quando la Fortezza inizia a distruggersi Fine espone Clark alla kryptonite in modo che non possa distoglierlo dai suoi propositi. Fine gli rivela che era stato creato dai kryptoniani e che il Generale Zod è l'unico vero kryptoniano e che ora è libero di ricreare Krypton sulla Terra. Lascia la kryptonite vicino a Clark e va a dare il benvenuto a Zod che sta per uscire dalla Dimensione Fantasma. Chloe Sullivan, scoperto che Fine è cattivo, arriva alla Fortezza della solitudine, prende la kryptonite e la porta lontano da Clark. Clark combatte con Fine, lo uccide e la Fortezza smette di autodistruggersi. Ma Fine è solo apparentemente morto, infatti alla fine della quinta stagione riappare e tenta di liberare Zod. Clark lo uccide di nuovo con un cristallo ma la sua morte causa la liberazione di Zod che possiede Lex Luthor e imprigiona Clark nella Zona Fantasma. Brainiac/Fine appare anche nella settima stagione; in questa stagione prima libera Bizzarro dalla dimensione fantasma per uccidere Clark, fa finire in coma Lana, per poi tornare efficiente grazie alle informazioni prese da Dax-Ur, un kryptoniano, ed infine viaggia indietro nel tempo nella Krypton del 1989 nel tentativo di uccidere Clark neonato ma viene fermato da Clark adulto e da Kara-El (la cugina di Clark). Sembra morire in quell'episodio ma non è così; infatti imprigiona Kara nella dimensione fantasma e assume il suo aspetto, e poi rivela a Lex il segreto di Clark e Kara. Viene ucciso da Clark nell'ultimo episodio della settima stagione; dopo la sua morte Lana e Chloe, finite in coma a causa sua, si risvegliano dal coma. Nell'ottava stagione tuttavia riesce a ritornare in vita tramite Chloe Sullivan, che egli aveva mandato in coma al termine della stagione precedente. Dopo essersi risvegliata dal coma, Chloe acquista un nuovo potere donatogli da Brainiac, diventa super-intelligente come un supercomputer. Ben presto però il suo potere mostra degli effetti collaterali: Chloe infatti comincia a perdere ricordi, scordandosi chi sono Lana, Clark e persino Jimmy, il suo fidanzato. Clark per impedire a Brainiac di cancellare i ricordi di Chloe sostituendoli con un messaggio in codice kryptoniano ricostruisce la Fortezza della Solitudine e chiede a Jor-El di ripristinarle tutti i ricordi, tranne quelli riguardanti il segreto di Clark (in modo da proteggerla). Jor-El riesce nell'intento, ma negli ultimi istanti dell'episodio il liquido nero uscito da Chloe (Brainiac) si impossessa della fortezza rendendola nera e annunciando l'arrivo di un distruttore (Doomsday) che renderà la vita difficile a Clark. Nella puntata successiva Doomsday rapisce Chloe (che si era appena sposata con Jimmy nel fienile di Clark) e la porta nella Fortezza dove Chloe viene posseduta da Brainiac che torna così in vita. Appena tornato in vita, Brainiac rinchiude in una crisalide Davis Bloome (la parte umana di Doomsday) in modo che la parte malvagia di Davis (Doomsday) prevalga sulla sua parte buona. Nel frattempo Clark fa la conoscenza con la Legione, una squadra di supereroi provenienti dal XXXI secolo; la Legione, dopo aver salvato Clark da un supercriminale del futuro, dice al futuro Superman che per sconfiggere Brainiac dovrà uccidere l'ospite, cioè Chloe. Clark tenta di trovare un modo per distruggere Brainiac senza uccidere Chloe e alla fine con l'aiuto della Legione riesce nel suo intento, grazie a un "tecno-esorcismo". Brainiac viene ridotto a un'inoffensiva palla e viene portato nel futuro dalla Legione che progetta di utilizzarlo per creare Brainiac 5, per poi distruggerlo. Brainiac tornerà nuovamente nel quarto episodio della decima stagione, ormai trasformato in Brainiac 5 dai membri della Legione. Però adesso non è più un antagonista, ma è buono e vorrà aiutare Clark con i suoi problemi e nella sua relazione con Lois.
- Brainiac è l'antagonista principale nella prima stagione della serie televisiva Krypton, interpretato da Blake Ritson.

### Videogiochi
- Il personaggio è l'antagonista secondario del videogioco Justice League Heroes.
- Brainiac è l'antagonista principale del videogioco LEGO Batman 3: Gotham e oltre.
- Brainiac è l'antagonista principale della modalità storia del videogioco Injustice 2, sviluppato da NetherRealm Studios e pubblicato da Warner Bros. Interactive Entertainment.
- Brainiac appare come personaggio giocabile nel videogioco LEGO DC Super-Villains.
- Brainiac è riapparso anche come antagonista principale nel videogioco della serie Batman: Arkham, intitolato Suicide Squad: Kill the Justice League.